# Confederação do Canadá

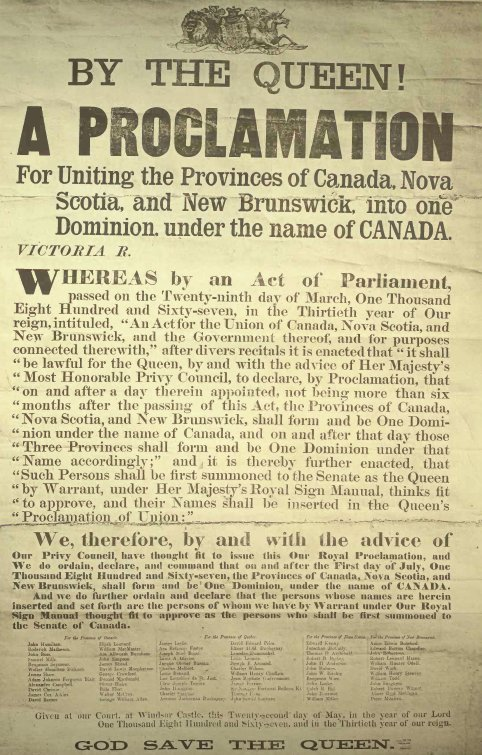
Proclamação da Confederação Canadense pela Rainha Vitória.

A Confederação do Canadá foi o processo que trouxe a união das colônias britânicas, formando o Domínio do Canadá, em 1 de julho de 1867. Este domínio foi estabelecido pelo Ato da América do Norte Britânica. Inicialmente, a Confederação constituía-se de apenas quatro províncias: Novo Brunswick, Nova Escócia, Ontário e Quebec, estas duas últimas recentemente formadas a partir da Província do Canadá. Gradualmente, a Confederação expandiu-se, crescendo gradualmente até os limites atuais.

## Tempos coloniais
Após o fim da Revolução Americana de 1776, o Reino Unido ainda continuou a controlar quatro colônias no continente norte-americano: as colônias de Quebec (localizada no que é atualmente o sul das províncias de Ontário e Quebec), Ilha de São João, Nova Escócia e a Terra Nova e Labrador. Um ano após o fim da guerra de independência americana, em 1784, o Reino Unido criou uma quinta colônia - a Novo Brunswick, anteriormente o sudoeste da Nova Escócia - e renomeou a Ilha de São João como Ilha do Príncipe Eduardo.
A maior parte da população destas colônias - com exceção da colônia de Quebec - eram anglófonos, descendentes de ingleses, e leais ao Reino Unido. Enquanto isto, a maioria da população do Quebec era francófona, de ascendência francesa. Desde 1608 estas colônias haviam sido colonizadas originalmente pelos franceses. Entre a década de 1740 até 1763, estas colônias todas passaram gradualmente para controle inglês. Apenas em Quebec o Reino Unido aceitou a criação de uma emenda judicial protegendo a língua francesa e a religião católica da população da ex-colônia francesa.
Porém, a Revolução Americana de 1776 fez com que muito da população americana leal aos ingleses fugisse das 13 Colônias americanas. Muitos deles moveram-se para o atual Canadá, especialmente para a Nova Escócia, e principalmente para o sul da colônia de Quebec. Eventualmente, a maioria da população do sul do Quebec passou a ser etnicamente inglesa. As diferenças culturais entre os colonos de língua francesa e inglesa promoveram a divisão do Quebec em duas distintas colônias, o Canadá Superior - primariamente anglófona, e que formou as bases da atual província de Ontário - e o Canadá Inferior - majoritamente francófona, base da atual província de Quebec.

### Rebeliões
Em 1837, rebeliões ocorreram simultaneamente no Canadá Superior e no Canadá Inferior. Elas foram liberadas por William Lyon Mackenzie - pai do futuro primeiro-ministro do Canadá, William Lyon Mackenzie King - e por Louis-Joseph Papineau, respectivamente, líderes das rebeliões do Canadá Superior e do Canadá Inferior. Ambas as colônias exigiam maior poder colonial sobre assuntos regionais. No Canadá Inferior, as diferenças culturais entre fracófonos e anglófonos também tiveram um peso decisivo como causa da rebelião. Ambas as rebeliões não ganharam amplo apoio popular, e foram facilmente terminadas pelo exército britânico. Porém, os ingleses, não dispostos a cometer os erros cometidos anteriormente à Revolução Americana nas 13 colônias - não ouvir opiniões e reclamações dos colonos americanos - decidiram enviar um representante ao Canadá, o Lord Durham, para examinar as causas das rebeliões, bem como propor uma solução para os problemas que causaram a rebelião.
Lord Durham terminou seu estudo sobre o Canadá e da rebelião em 1839, dois anos após as rebeliões. Durham afirmou ao governo britânico que as colônias britânicas na América do Norte permaneceriam como colônias britânicas se o Reino Unido lhes desse maior autonomia. Ele também recomendou que as cinco colônias, em vez de serem governadas separadamente, fossem governadas por um único governo central, sugerindo, além disso, que o Canadá Superior e o Canadá Inferior fossem unidos em uma única colônia.
O Parlamento do Reino Unido rejeitou inicialmente as propostas de Durham. Porém, um ano depois, o Parlamento do Reino Unido, no Ato de União de 1840, juntou o Canadá Superior e o Canadá Inferior em uma única colônia, que passou a ser chamada de Província do Canadá - mais em uma tentativa de assimilar forçadamente os franceses à cultura anglófona do que por causa da instabilidade política da região. Oito anos depois, em 1848, o Reino Unido permitiu à província do Canadá a instalação de um governo regional (a "Responsible Government"), que seria responsável por manejar assuntos relacionados à província do Canadá. Até então, tais assuntos eram tratados pelo Parlamento do Reino Unido. Gradualmente, este sistema de governo regional espalhou-se para as outras colônias inglesas na região, e em 1855, todas as colônias da região tinham governos similares ao da Província do Canadá.

### Problemas
Durante a década de 1850, o balanço político entre a população francófona do Canadá Inferior e a população anglófona do Canadá Superior deteriorou-se rapidamente. Até então, a Assembleia Legislativa da colônia era constituída por um número de membros, repartidos igualmente entre os francófonos e anglófonos. Porém, na década de 1850, a população anglófona superou em número a população francófona. A população anglófona passou a ressentir o grande poder político dos francófonos na colônia, que agora eram minoria. Porque ambos os grupos étnicos eram representados igualmente na Assembleia Legislativa, tornou-se cada vez mais difícil para um governo formado primariamente ou por anglófonos ou por francófonos em ganhar suporte da população da colônia, e assim, ficar no poder.

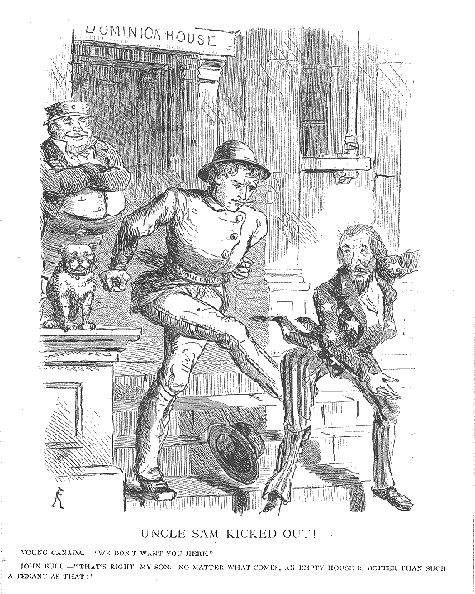
Caricatura canadense, de sentimento anti-americano.

Outros conflitos logo surgiram porque parte da população da província do Canadá era a favor de uma expansão ao norte e ao oeste. Tais territórios então estavam sob o controle da Companhia da Baía de Hudson. Outras pessoas exigiam a construção de uma linha ferroviária entre a colônia do Canadá e as colônias às margens do Oceano Atlântico. Para piorar a situação, no começo da década de 1860, todas as colônias britânicas na América do Norte estavam preocupadas sob a possibilidade de um ataque americano - então, em plena Guerra Civil - às colônias britânicas da região - especialmente se o Reino Unido decidisse apoiar os Estados Confederados da América, que haviam rebelado-se contra os Estados Unidos.

## A Confederação
Durante meados da década de 1860, um grupo de líderes políticos da Província do Canadá decidiu que a solução para todos estes problemas seria a criação de uma forte União política entre todas as colônias inglesas na América do Norte. Os líderes deste grupo eram John Alexander Macdonald, um anglófono conservador do Canadá Superior, George-Étienne Cartier, um francófono liberal do Canadá Superior, e George Brown, um anglófono liberal. Em setembro de 1864, eles reuniram-se com líderes políticos da Ilha do Príncipe Eduardo, do Novo Brunswick, da Nova Escócia, e da Terra Nova e Labrador, em uma série de encontros. A primeira, e mais importante, delas foi realizada em Charlottetown, Ilha do Príncipe Eduardo. Neste encontro, chamada de Charlottetown Conference, os enviados da Província do Canadá convenceram os líderes das outras colônias inglesas que uma União das Colônias Inglesas e a formação de uma Confederação deveria ser realizada.
Maiores detalhes sobre a Confederação foram realizados no mês que se seguiu, em outubro, na Cidade de Quebec, em um encontro conhecido como Quebéc Conference. Os "Pais da Confederação", como tais políticos que reuniram-se em Charlottetown e na Cidade de Quebec, planejaram a criação de uma nova nação. Eles desenvolveram o plano em 72 pontos, chamados de "Quebéc Resolutions". A nova nação teria dois níveis de governo: um a nível provincial e outro a nível nacional. Como os Estados Unidos, seria uma federação. Mas seguiria o sistema de governo do Reino Unido, e seria uma nação autônoma, parte do Império Britânico, e não um país independente. O plano também detalhou a criação de uma nova província que seria controlada pelos francófonos canadenses - a atual província de Quebec.

### Aprovação da Confederação
A resistência da população e dos governos coloniais contra a formação da Confederação caiu rapidamente à medida que ficava claro que o Reino Unido apoiava a formação desta Confederação - ao contrário do que havia ocorrido anteriormente à Revolução Americana de 1776, quando o Reino Unido rejeitou as propostas dos colonos americanos em ganhar maior autonomia. Os motivos do Reino Unido em apoiar a formação da Confederação do Canadá, e assim, ceder autonomia às suas colônias na América do Norte, eram várias.
Primeiramente, os custos de defender o Canadá contra uma possível invasão americana eram altos. Desde a Guerra Anglo-Americana de 1812, quando os americanos invadiram o Canadá, mas foram repelidos pelos ingleses, uma segunda invasão americana era provável, por causa do Destino Manifesto e da Guerra Civil Americana. Além disso, ao contrário das 13 colônias, as colônias inglesas no Canadá não eram rentáveis para o Reino Unido - isto, aliado aos altos custos de defesa, faziam do Canadá um dreno nos cofres públicos do Reino Unido.
O Plano pela Confederação ganhou ainda mais suporte em 1865, quando os Estados Unidos acabaram com um acordo comercial com as colônias inglesas - o que diminuiria bastante as exportações das colônias, e criaria uma grande depressão econômica na região. As colônias britânicas teriam que coordenar esforços, seja através de tentar conseguir juntos um novo acordo comercial com os Estados Unidos, seja através da estímulo do comércio entre as diversas colônias.
Em abril de 1866, a Irmandade Feniana passou a lançar ataques constantes contra o Canadá. A irmandade era uma associação de americanos descendentes de irlandeses, que planejavam capturar o Canadá, e manter o controle desta até que o Reino Unido concordasse em dar independência à Irlanda, então sob controle britânico. Os americanos e os canadenses por diversas vezes pararam ataques fenianos, mas muitos canadenses acreditavam que a melhor solução contra estes ataques era a formação de uma forte nação. Por causa dos ataques, a Nova Escócia - rapidamente aprovou a Confederação, enquanto a população de Novo Brunswick removeram o governo anti-Confederação do poder, e elegeram um governador, Sammuel L. Tilley, um governador a favor da Confederação. Este rapidamente aprovou a entrada da colônia na Confederação.

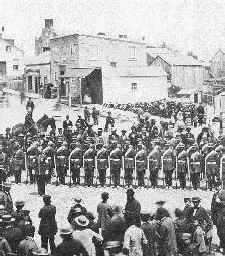
Um regimento canadense defende Ontário contra um possível ataque americano, em 1870, três anos após a instalação efetiva da Confederação Canadense.

Em 1866, os líderes do Canadá, Novo Brunswick e da Nova Escócia reuniram-se em London, Ontário, para discutir os detalhes finais da formação da Confederação. Eles adotaram a "Quebéc Resolutions" - com apenas algumas pequenas mudanças. O Parlamento do Reino Unido aprovou a legislação necessária para a criação da Confederação em março de 1867, através do Ato da América do Norte Britânica, que serviria também como a constituição da nova nação.
O Ato da América do Norte Britânica entrou em efeito em 1 de julho de 1867. O recém-criado Domínio do Canadá era então constituído por Novo Brunswick, Nova Escócia, Ontário e Quebec. O Canadá agora era uma nação independente (apesar do Reino Unido ainda ter controle sobre o Ministério das Relações Exteriores, algo que somente em 1931 os britânicos entregariam o controle aos canadenses). As províncias de Ontário e Quebec criadas através da divisão da província do Canadá em duas partes. Quando criado, o Canadá possuía cerca de três milhões de habitantes.

## Pais da Confederação
São 36 os Pais da Confederação. Harry Bernard, secretário de Recordos na Charlottetown Conference, é considerado por alguns como o 37° Pai da Confederação. Outros "Pais", que trouxeram outras províncias e colônias inglesas à Confederação, após 1867, são também conhecidos como Pais da Confederação. Neste caso, Amor De Cosmos é também considerado por muitos um Pai da Confederação, pelo seu papel na instalação da democracia na Colúmbia Britânica e da aderência desta à Confederação.
Várias pessoas atualmente consideram Louis Riel um Pai da Confederação, pelo seu papel desempenhado na formação da Manitoba e da aderência desta à Confederação, após a Rebelião de Red River, ocorrida entre 1869 e 1870. Riel foi executado em 1885, culpado por traição, após seu papel na Rebelião de Saskatchewan.
A tabela a seguir lista os participantes da conferência e indica sua presença em cada sessão. Eles são conhecidos como os Pais da Confederação. Muitos tinham interesses principalmente econômicos em promover a Confederação, como George-Étienne Cartier com suas ações na companhia ferroviária que ligaria o Canadá de leste a oeste.
| Participantes                  | Província                | Charlottetown | Quebec | Londres |
| ------------------------------ | ------------------------ | ------------- | ------ | ------- |
| Sir Adams George Archibald     | Nova Escócia             |               |        |         |
| George Brown                   | Ontário                  |               |        |         |
| Sir Alexander Campbell         | Ontário                  | Yes           | Yes    | No      |
| Sir Frederick Bowker T. Carter | Terra Nova e Labrador    |               |        |         |
| Sir George-Étienne Cartier     | Quebec                   |               |        |         |
| Edward Barron Chandler         | Novo Brunswick           |               |        |         |
| Jean-Charles Chapais           | Nova Escócia             |               |        |         |
| James Cockburn                 | Ontário                  |               |        |         |
| George Coles                   | Ilha do Príncipe Eduardo |               |        |         |
| Robert B. Dickey               | Nova Escócia             |               |        |         |
| Charles Fisher                 | Novo Brunswick           |               |        |         |
| Sir Alexander Tilloch Galt     | Quebec                   |               |        |         |
| John Hamilton Gray             | Ilha do Príncipe Eduardo |               |        |         |
| John Hamilton Gray             | Novo Brunswick           |               |        |         |
| Thomas Heath Haviland          | Ilha do Príncipe Eduardo |               |        |         |
| William Alexander Henry        | Nova Escócia             |               |        |         |
| Sir William Pearce Howland     | Ontário                  |               |        |         |
| John Mercer Johnson            | Novo Brunswick           |               |        |         |
| Sir Hector-Louis Langevin      | Quebec                   |               |        |         |
| Andrew Archibald Macdonald     | Ilha do Príncipe Eduardo |               |        |         |
| Sir John A. Macdonald          | Ontário                  |               |        |         |
| Jonathan McCully               | Nova Escócia             |               |        |         |
| William McDougall              | Ontário                  |               |        |         |
| Thomas D'Arcy McGee            | Quebec                   |               |        |         |
| Peter Mitchell                 | Novo Brunswick           |               |        |         |
| Sir Oliver Mowat               | Ontário                  |               |        |         |
| Edward Palmer                  | Ilha do Príncipe Eduardo |               |        |         |
| William Henry Pope             | Ilha do Príncipe Eduardo |               |        |         |
| John William Ritchie           | Quebec                   |               |        |         |
| Sir Ambrose Shea               | Terra Nova e Labrador    |               |        |         |
| William H. Steeves             | Novo Brunswick           |               |        |         |
| Sir Étienne-Paschal Taché      | Quebec                   |               |        |         |
| Sir Samuel Leonard Tilley      | Novo Brunswick           |               |        |         |
| Sir Charles Tupper             | Nova Escócia             |               |        |         |
| Edward Whelan                  | Ilha do Príncipe Eduardo |               |        |         |
| Robert Duncan Wilmot           | Novo Brunswick           |               |        |         |

## Crescimento até dias atuais
O Ato da América do Norte Britânica permitia a formação e a adição de novas províncias à Confederação. Desde então, novas províncias e territórios foram criados, e outras colônias inglesas juntaram-se à Confederação como novas províncias.
O Manitoba foi criado em 15 de julho, por um ato do Parlamento do Canadá, anteriormente, uma área muito pequena, com apenas 8% do tamanho atual. A Colúmbia Britânica juntou-se em 20 de julho de 1871, por um ato do Parlamento - com a condição que uma ferrovia transcontinental fosse construída entre a Colúmbia Britânica e as províncias do leste canadense, assim, causando o início da construção da Canadian Pacific Railway. 
O Canadá adquiriu as Terras de Rupert ao redor da Baía de Hudson, e os Territórios do Noroeste em 1869, assumindo total controle em maio de 1870, fundindo ambas e renomeando-as Territórios do Noroeste. Deste vasto território, foram criadas três províncias (Manitoba em 1870, Alberta em 1905 e Saskatoon em 1905) e dois territórios (Yukon em 1898 e Nunavut em 1999), além de extensões para Quebec, Ontário e Manitoba. A Ilha do Príncipe Eduardo juntou-se à Confederação em 1 de julho de 1873, com as condições de que uma linha de balsa fosse fornecida pelo governo canadense, fornecendo transporte entre a província e o resto do país, e do pagamento das dívidas da província. 
Em 1880, o Reino Unido deu ao Canadá todas as ilhas árticas, até a Ilha Ellesmere. Alberta e Saskatchewan foram criadas em 1 de setembro de 1905, por atos do Parlamento. A Terra Nova e Labrador continuou como colônia britânica até 31 de março de 1949, quando juntou-se à Confederação, também com uma linha de balsa garantida.
A tabela abaixo é uma lista que organiza as províncias e os territórios, pela ordem de entrada. Os nomes dos territórios estão em itálico.
| Ordem | Data                  | Denominação             | Capital       | A maior cidade |
| ----- | --------------------- | ----------------------- | ------------- | -------------- |
| 1     | 1 de Julho de 1867    | Ontário                 | Toronto       | Toronto        |
| 1     | 1 de Julho de 1867    | Quebec                  | Quebec        | Montreal       |
| 1     | 1 de Julho de 1867    | New Scotland            | Halifax       | Halifax        |
| 1     | 1 de Julho de 1867    | New Brunswick           | Fredericton   | Moncton        |
| 5     | 15 de Julho de1870    | Manitoba                | Winnipeg      | Winnipeg       |
| 5     | 15 de Julho de1870    | Territórios do Noroeste | Yellowknife   | Yellowknife    |
| 7     | 20 de Julho de1871    | Columbia Britânica      | Vitória       | Vancouver      |
| 8     | 1 de Julho de 1873    | Ilha Principe Edward    | Charlottetown | Charlottetown  |
| 9     | 13 de Junho de1898    | Yukon                   | Cavalo branco | Cavalo branco  |
| 10    | 1 de Setembro de 1905 | Saskatchewan            | Regina        | Saskatoon      |
| 10    | 1 de Setembro de 1905 | Alberta                 | Edmonton      | Calgary        |
| 12    | 31 de Março de1949    | Terra Nova e Labrador   | São João      | São João       |
| 13    | 1 de Abril de 1999    | Nunavut                 | Iqaluit       | Iqaluit        |

*Em 1870, as Terras de Rupert, até então controladas pela Companhia da Baía de Hudson, passou a controle canadense, assim estabelecendo os Territórios do Noroeste. A província de Manitoba foi criada através da transferência de uma pequena porção dos Territórios do Noroeste à nova província. As províncias de Alberta e Saskatchewan foram criadas em 1905, também através da transferência de partes do território dos Territórios do Noroeste às novas províncias. Yukon e Nunavut também foram criadas através deste método. Além disso, muito do atual território do Ontário e do Quebec também fazia parte dos Territórios do Noroeste.